# Švedski Sunčev sustav
Švedski Sunčev sustav je najveći svjetski model Sunčevog sustava izrađen u stvarnim omjerima veličine i udaljenosti planeta. Izrađen je u mjerilu 1:20.000.000 prema pravom Sunčevom sustavu. Sunce predstavlja okrugla građevina Ericsson Globe Arena u Stockholmu. Modeli Merkura, Venere, Zemlje i Marsa su smješteni unutar Stockholma, a modeli ostalih planeta su u švedskim gradovima duž obale Baltičkog mora koji se nalaze na mjestu koje odgovara stvarnoj udaljenosti planeta od Sunca smanjenoj 20 milijuna puta. Model Neptuna je 229 km od Ericsson Globe Arene.
U novije vrijeme se dodaju modeli novootkrivenih patuljastih planeta koji se nalaze u vanjskim dijelovim Sunčevog sustava dalje od Neptuna. S obzirom na veličinu Sunčevog sustava, posljednji patuljasti planeti su smješteni na krajnjem sjeveru Švedske.

## Više informacija
- zagrebački Sunčev sustav

## Vanjske poveznice
- Swedish Solar System (en)